# Iasos (Karien)

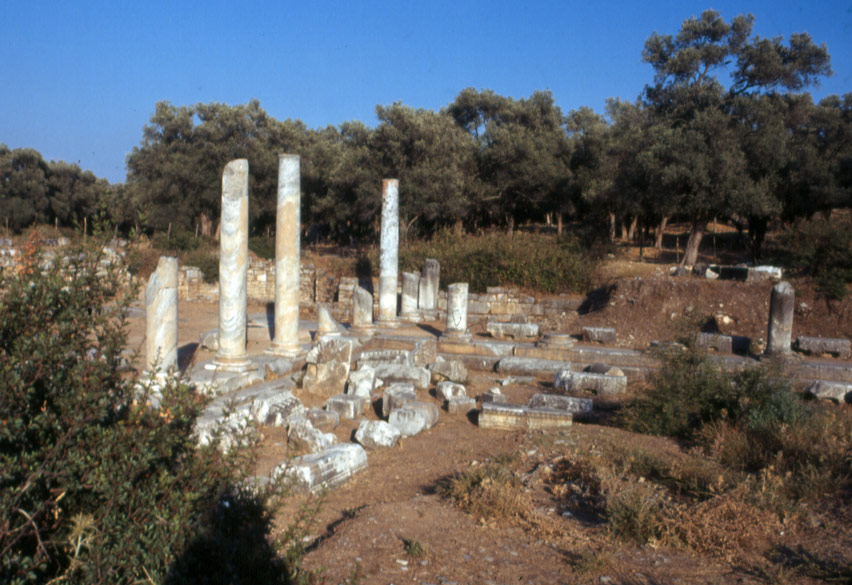
Agora von Iasos

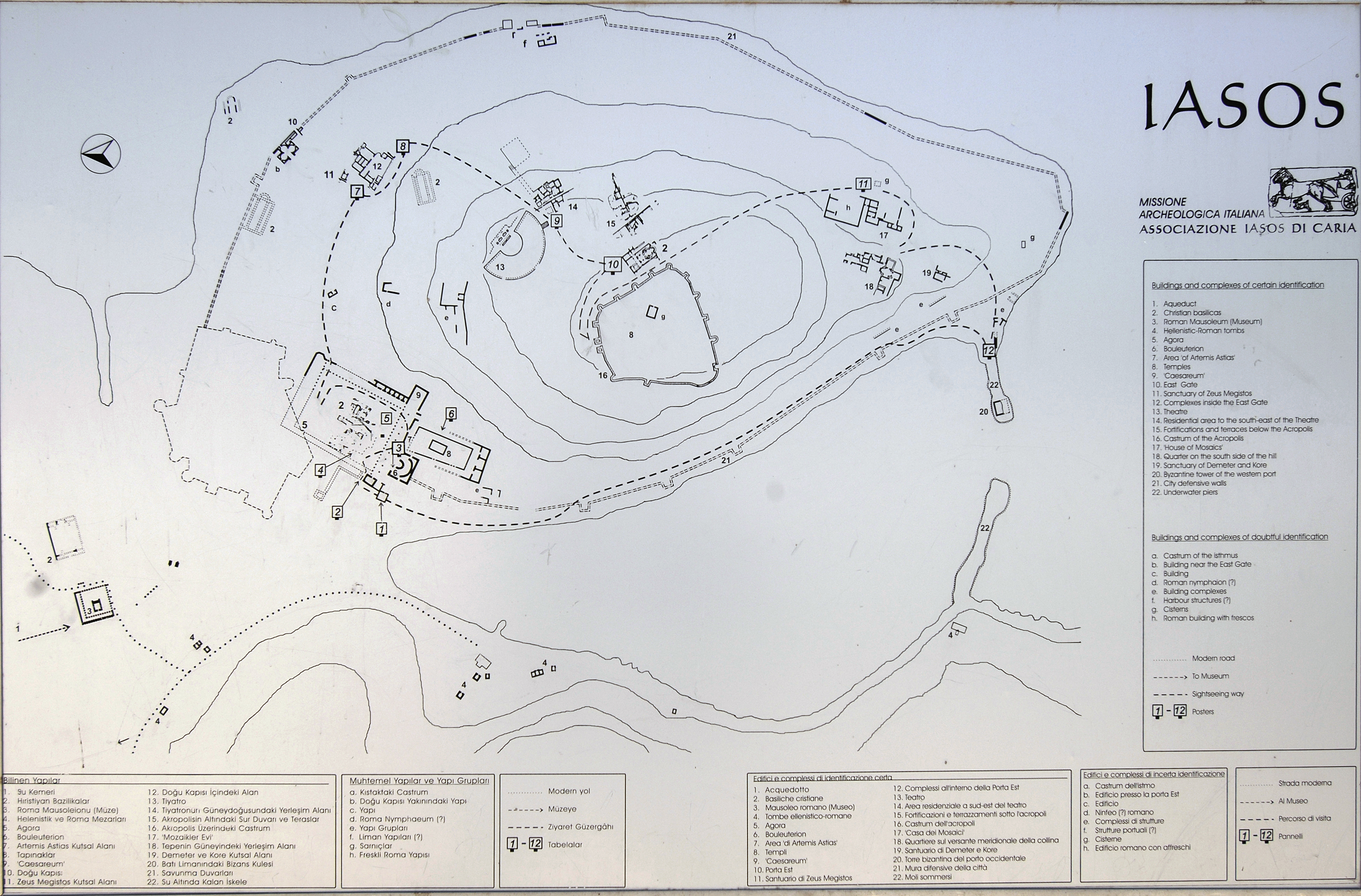
Stadtplan

Iasos (altgriechisch Ἰασός oder Ἰασσός) war eine antike Stadt an der Küste Kariens in Kleinasien (heute Türkei, in der Nähe des Dorfes Kıyıkışlacık bei Milas). Sie lag ursprünglich auf einer ca. 900 Meter langen und 500 Meter breiten Insel, die später mit dem Festland verbunden wurde.

## Geschichte
Iasos zählt zu den ionischen Städten in Kleinasien (obwohl es angeblich von Argos aus gegründet wurde). Ausgrabungen zwischen 1960 und 2014 haben gezeigt, dass der Ort bereits ab der späten Kupferzeit sowie während der frühen, mittleren und späten Bronzezeit besiedelt war. In Schichten der Mittleren Bronzezeit traten viele Funde kretischen Ursprungs zu Tage, so dass eine minoische Kolonie für wahrscheinlich gehalten wird. Ab dem späten 15. Jahrhundert v. Chr. (SH III A1) war der Ort stark mykenisch geprägt, wovon sowohl Mykenische Keramik (importierte und lokal hergestellte) und andere Kleinfunde, wie Terrakotta-Idole, als auch mykenische Mauerreste zeugen. Ähnlich wie in Milet wurde offenbar eine minoische Siedlung von einer mykenischen abgelöst. Es gibt Vermutungen, die Iasos in Verbindung mit dem Seevolk der Wešeš (W3šš) ägyptischer Quellen bringen. Demnach sei die ägyptische Bezeichnung W3šš von Iasos, oder den Varianten Iassos bzw. Ouassos abgeleitet.
Wie seine Nachbarstädte (z. B. Milet) gehörte Iasos in klassischer Zeit zeitweilig zum Attischen Seebund und zum Perserreich. Im Jahr 220 v. Chr. bat die Stadt die Rhodier um Hilfe, die daraufhin eine Gesandtschaft zu Philipp V., der im Sinne der Stadt gegen seinen untergeben Herrscher in Karien entschied. Hierdurch fiel die Stadt unter den Einflussbereich von Rhodos als Schutzmacht. Seit 129 v. Chr. gehörte die Stadt zur römischen Provinz Asia. Die Besiedlung bestand bis zum 15./16. Jahrhundert fort, dann wurde der Ort verlassen.
Die Stadtanlage aus hellenistischer und römischer Zeit (u. a. Stadtmauer, Agora, Theater, Rathaus, Aquädukt) wurde seit 1960 durch italienische Archäologen (zunächst unter Leitung von Doro Levi) erforscht. Zahlreiche Inschriften wurden dabei gefunden, die Einblick in die inneren Verhältnisse der Stadt geben.
Iasos war in der Spätantike Sitz eines Bischofs. Auf das Bistum, das der Kirchenprovinz Stauropolis angehörte, geht das Titularbistum Iasus (so die lateinische Form des Namens) der Römisch-Katholischen Kirche zurück.